# Harpymimus
Harpymimus is een geslacht van uitgestorven theropode dinosauriërs, behorend tot de groep van de Maniraptoriformes, dat tijdens het Vroeg-Krijt leefde in het gebied van het huidige Mongolië. De enige benoemde soort is Harpymimus okladnikovi.
Het fossiel van Harpymimus werd in 1981 gevonden. De soort kreeg in 1984 zijn naam die zoiets als 'harpij-nabootser' betekent. Het gevonden skelet is bijna compleet zodat de wetenschappers een goed beeld hebben van hoe het dier eruitzag.
Harpymimus werd een kleine vier meter lang. Hij liep op lange achterpoten en had lange armen. Een lange nek droeg een klein langwerpig hoofd. Harpymimus had enkele kenmerken die latere leden van de groep van zijn directe verwanten, de Ornithomimosauria, zouden verliezen. In 1984 was hij de eerste bekende ornithomimosauriër die nog tanden had. Harpymimus verschaft zo belangrijke informatie over de vroege evolutie van die groep. Het is niet bekend waaruit zijn voedsel bestond.

## Vondst en naamgeving
In 1981 vond een Sovjet-Mongoolse expeditie in de Gobiwoestijn, in de ajmag Dundgovĭ, het skelet van een theropode. In 1984 werd dit benoemd en kort beschreven door Rinchen Barsbold en Altangerel Perle als de typesoort Harpymimus okladnikovi. De geslachtsnaam is afgeleid van het Klassiek Griekse ἅρπυια, harpyia, 'harpij', en μῖμος, mimos, 'imitator', conform de gewoonte om soorten van de Ornithomimosauria een naam te geven waarin het achtervoegsel ~mimus aan een verwijzing naar een vogel geplakt wordt. De soortaanduiding eert de befaamde Russische archeoloog Aleksej Pavlovitsj Okladnikov die in 1981 overleed.
Het holotype, IGM 100/29, is gevonden in een laag van de Sjinechoedagformatie die dateert uit het Hauterivien-Barremien, ongeveer 130 miljoen jaar oud. Het bestaat uit een vrij compleet skelet van een volwassen individu inclusief een fragmentarische schedel. Delen van de schoudergordel, het bekken en de achterste ledematen ontbreken. Het fossiel is tamelijk zwaar platgedrukt. In 1990 werden wat skeletelementen, voornamelijk van de schedel en ledematen, beter beschreven. In 2004 volgde een veel completere beschrijving in een dissertatie door Yoshitsugu Kobayashi die de gegevens in 2005 publiceerde in een wetenschappelijk artikel.

## Beschrijving

### Algemene bouw en grootte

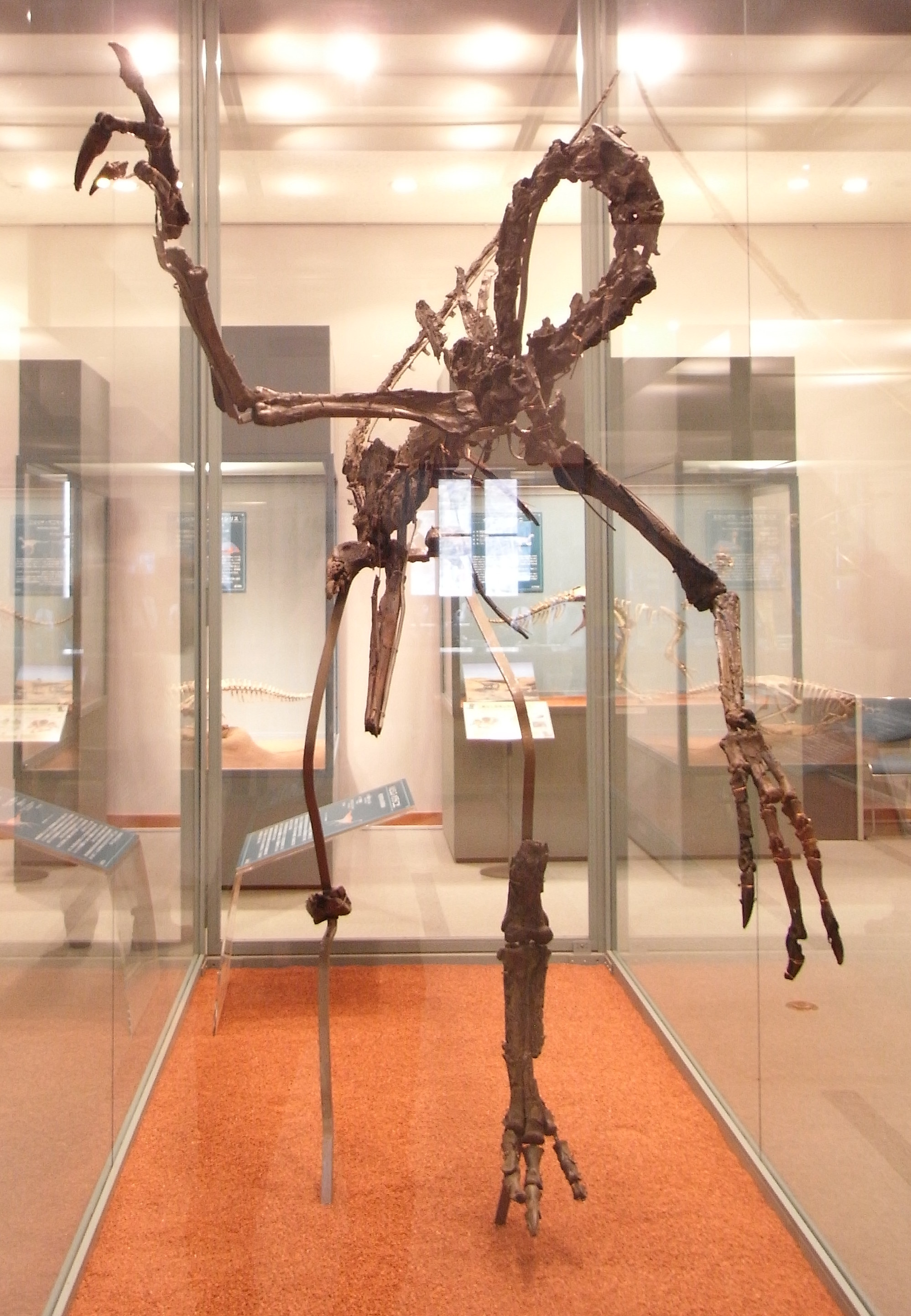
Het holotype

Harpymimus is een middelgrote ornithomimosauriër. Gregory S. Paul schatte in 2010 de lichaamslengte op drie meter, het gewicht op vijftig kilogram. Andere schattingen gaan zo hoog als vier meter wat het dier ruim honderd kilo zwaar zou hebben gemaakt. Harpymimus bezit de algemene eigenschappen van de ornithomimosauriërs: tweevoeters die op lange achterpoten lopen, lange armen hebben en een klein hoofd aan het eind van een lange nek.
Harpymimus heeft ook onderscheidende kenmerken en het meest opvallende daarvan is het bezit van tanden in de onderkaak. In 1984 was de soort de eerste bekende ornithomimosauriër met tanden: alle andere toen ontdekte soorten waren volkomen tandeloos. In 1993 zou Pelecanimimus gevonden worden, een vorm met zelfs nog meer tanden. Een meer precieze opsomming van diagnostische unieke eigenschappen waarin de soort afwijkt van verwanten wordt door Kobayashi gegeven. Er staan elf tanden in de onderkaak. De overgang van de voorste naar de achterste staartwervels vindt plaats bij de achttiende wervel. Boven de richel op het schouderblad boven het schoudergewricht bevindt zich een driehoekige uitholling als aanhechting voor de Musculus scapulotriceps. Langs de achterrand van het schouderblad is een diepe inzinking waarboven een lage richel loopt. Op de binnenste zijde van de binnenste gewrichtsknobbel van het derde middenhandsbeen bevindt zich een kleine maar diepe groeve voor de kruisband.
Behalve de tanden zijn nog bepaalde andere eigenschappen van Harpymimus basaal, meer oorspronkelijk voor de ornithomimosauriërs en later verloren door de ornithomimiden. Het eerste middenhandsbeen van Harpymimus is nog kort en de duim is nog halfopponeerbaar. De staart is flexibeler en kon door kortere voorste werveluitsteeksels soepel op en neer bewogen worden.

### Schedel en onderkaken
De schedel van Harpymimus heeft een lengte van 262 millimeter. De snuit is recht en plat en licht spits toelopend. De bovenkaken zijn tandeloos. Het neusgat is druppelvormig. Vóór de oogkas bevindt zich een niet al te grote schedelopening, de fenestra antorbitalis. De oogkas is bijna perfect cirkelvormig. Het bovenste slaapvenster is laag in zijn groeve gelegen. Het onderste slaapvenster is breed en vernauwt naar voren toe. De neusbeenderen zijn lang en plat. Het traanbeen vormt bovenaan geen hoorntje zoals bij Pelecanimimus. Een belangrijk deel van de voorste bovenrand van de oogkas wordt gevormd door een duidelijk te onderscheiden prefrontale. In de oogkas zelf is een scleraalring bewaard gebleven waarvan de elf nog aanwezige beenplaatjes een halve cirkel vormen met een buitenste diameter van 41,5 millimeter. De driehoekige voorhoofdsbeenderen zijn gewelfd en glad. Het wandbeen wordt door het voorhoofdsbeen en het postorbitale van de rand van de oogkas uitgesloten. De achterkant van de schedel is dermate platgedrukt dat de verschillende onderdelen en hun vorm niet meer goed te onderscheiden zijn.
De onderkaken zijn langwerpig met gladde buitenkanten en vrij hoog met een grote zijdelingse opening. Oorspronkelijk werd gedacht dat ze zeer sterk naar beneden gebogen waren maar later bleek dat de curve meer geleidelijk is. Desalniettemin lijkt het erop dat de muil niet geheel gesloten kon worden. Vooraan buigen de onderkaken weer omhoog. Ze zijn daar aan de onderkant versterkt door een naar beneden uitstekende 'kin'. In de buiging, de voorste 33,9 millimeter van de onderkaak, zijn tien lege tandkassen zichtbaar. Op de plaats van een beschadiging kan een elfde tandkas aanwezig zijn geweest. De tanden zijn aan de achterkant gescheiden door interdentaalplaten zodat ze een onderlinge afstand hebben van ongeveer één millimeter. Aan de omtrek van de tandkassen valt te zien dat de tanden cilindervormig moeten zijn geweest met een gemiddelde doorsnede van zo'n 2,5 millimeter. Snijranden en kartelingen ontbraken kennelijk. Naar achteren toe worden de tanden iets groter. Het resterende deel van het dentarium heeft geen duidelijke snijrand voor een mogelijke snavel. Kobayashi zag de functie van de tanden in het vastklemmen van voedsel, niet het verwonden van een prooi. Het dentarium wordt achteraan begrensd door een lang angulare.

### Postcrania

#### Wervelkolom
De wervelkolom telt tien halswervels, twaalf ruggenwervels, zes sacrale wervels en minstens vijfendertig staartwervels; de vierendertigste is bewaard gebleven en toont een gewrichtsvlak voor een volgende wervel.
In de nek is de draaier gepneumatiseerd. De overgang van de voorste naar de achterste halswervels vindt plaats tussen de vijfde en zesde wervel waarbij de wervelbogen naar achteren toe verlengen, de voorste werveluitsteeksels verkorten en de achterste juist verlengen. Alle halswervels hebben onderaan de zijkant centrale pneumatische groeven; bij de achterste is deze fossa voor zover waarneembaar door een dunne beenplaat in tweeën gesplitst. De nekribben zijn even lang als hun wervellichamen. In de rug worden naar achteren toe de gewrichtsuitsteeksels korter en de doornuitsteeksels langer terwijl de zijuitsteeksels zich meer schuin naar achter richten. Alleen de eerste ruggenwervel is gepneumatiseerd. Van de sacrale wervels zijn alleen de vierde, vijfde en zesde echt vergroeid tot een sacrum; bij de tweede tot en met de vijfde zijn de doornuitsteeksels versmolten tot een enkele plaat. In de staart hebben de wervels vanaf de achttiende geen zijuitsteeksels meer en de voorste werveluitsteeksels verlengen dan ook wat de staart verstijft; deze prezygapofysen worden echter niet langer dan de helft van de lengte van het wervellichaam zodat een zekere flexibiliteit behouden blijft. Al vanaf de vijftiende wervel worden de doornuitsteeksels korter. Na de twintigste nemen de absolute wervellengten steeds verder af en de beide achterste werveluitsteeksels worden dan een enkel gewrichtsvlak. De staartwervels tonen geen pneumatisering. Aan hun onderkant hebben ze een nauwe uitholling in de lengterichting; bij de zeventiende wervel verbreedt die zich plotseling om daarna toenemend te vernauwen. De chevrons worden van de twaalfde wervel af langer en platter.

#### Ledematen
Het schouderblad is lang met een lengte van 303 millimeter en dun en verbreedt iets naar het uiteinde toe. De verheffing die als aanhechtingsvlak dient voor de Musculus deltoides clavicularis, is laag en strekt zich niet ver naar boven uit, heel anders dan bij de ornithomimiden; dit kan een teken zijn dat de musculatuur wat zwakker was. Het schoudergewricht is zijdelings en naar achteren gericht.
Het opperarmbeen is lang met een lengte van 294 millimeter, recht en uitzonderlijk robuust gebouwd voor een ornithomimosauriër. De deltopectorale kam is echter zwak ontwikkeld en beslaat een derde van de schachtlengte. De ellepijp heeft tweeëntachtig procent van de lengte van het opperarmbeen en is hecht verbonden met het spaakbeen. De pols heeft vijf handwortelbeentjes, drie bovenste en twee onderste. Het eerste middenhandsbeen heeft met 48 millimeter maar tweeënvijftig procent van de lengte van het tweede en is daarmee relatief het kortst onder alle bekende ornithomimosauriërs die typisch een erg symmetrische middenhand hebben. Het derde is weer langer dan het tweede: 103 tegenover 94 millimeter. Het eerste middenhandsbeen heeft een driehoekig bovenvlak en onderaan een scharniergewricht dat naar het midden van het lichaam is gericht doordat de buitenste gewrichtsknobbel veel groter is dan de binnenste. Bij de strekking van de hand werd zo de duimklauw boven het vlak van de hand gebracht zodat die als wapen kon functioneren. Dit systeem dat de meeste basale theropoden bezaten, zouden de ornithomimiden verliezen; bij deze beweegt de duim in strekking zijwaarts in het vlak van de middenhand. Op het rechte tweede middenhandsbeen, dat een trapeziumvormig bovenoppervlak heeft met de brede zijde naar voren, loopt de groeve tussen de onderste gewrichtsknobbels door tot op het bovenoppervlak, een basaal kenmerk. Het derde middenhandsbeen is dun en heeft een ronde doorsnede. De formule van de vingerkootjes is 2-3-4-0-0. De kootjes nemen naar onderen in lengte toe. Bij de eerste vinger is het eerste kootje het langst; het is met een lengte van twaalf centimeter in feite het grootste element van de hele hand. Van de eerste vingerkootjes is dat van de derde vinger met 31 millimeter het kortst. De handklauwen zijn licht gekromd, de duimklauw van de eerste vinger het sterkst. De dwarsrichels op de onderkant van de klauwen als aanhechting voor de pezen van de buigspieren liggen dicht bij de basis. Alle handklauwen zijn korter dan het, voorlaatste, kootje waaraan ze bevestigd zijn; de tweede klauw is het langst met acht centimeter.
De precieze vorm van het darmbeen is door breuk en compressie niet goed vast te stellen. Het voorblad is duidelijk hoger dan het achterblad dat met een holle bovenrand naar beneden afloopt. Er is een dik aanhangsel voor het rechte schaambeen. Het zitbeen is grotendeels onbekend maar is bevestigd aan een breed aanhangsel.
Van de dijbeenderen ontbreken de schachten. Van het scheenbeen is alleen de onderkant bekend waaruit blijkt dat het kuitbeen tegen de zijkant ervan eindigt, niet tegen de voorkant zoals bij sommige ornithomimiden. In de voet is het eerste middenvoetsbeen afwezig maar het is niet bekend of dit een gevolg is van slechte conservering of dat het element bij het levende dier geheel gereduceerd was; Garudimimus heeft nog een rudiment. Het derde middenvoetsbeen is bovenaan wel wat toegeknepen door het tweede en vierde maar niet volledig van het vooroppervlak van de middenvoet uitgesloten; de echte arctometatarsale conditie ontbreekt dus. Naar beneden toe verwijdt dit bot juist sterk. Er zijn maar acht teenkootjes en één voetklauw gevonden; de laatste kenmerkt zich door een krachtige dwarsrichel voor de pees van de buigspier.

## Fylogenie
Harpymimus werd in 1984 door de beschrijvers in een eigen Harpymimidae geplaatst. Recente cladistische analyses geven hem een basale positie in de Ornithomimosauria buiten de Ornithomimidae. Dat past goed bij zijn hoge ouderdom en basale bouw. In 1984 werd de soort gezien als de meest basale bekende ornithomimosauriër maar door de vondst van nog basalere vormen staat hij nu in de meeste analyses vrij hoog in de stamboom.
Een kladogram dat een mogelijke basale positie van Harpymimus toont, is het volgende:
|         | Struthiomimus                                                |
|         |                                                              |
|         | Gallimimus                                                   |
|         |                                                              |
| unnamed | \| \| Ornithomimus \| \| \| \| \| \| Anserimimus \| \| \| \| |
|         | \| \| Ornithomimus \| \| \| \| \| \| Anserimimus \| \| \| \| |
|         | Ornithomimus                                                 |
|         |                                                              |
|         | Anserimimus                                                  |
|         |                                                              |

|  | Ornithomimus |
|  |              |
|  | Anserimimus  |
|  |              |

|         | Struthiomimus                                                |
|         |                                                              |
|         | Gallimimus                                                   |
|         |                                                              |
| unnamed | \| \| Ornithomimus \| \| \| \| \| \| Anserimimus \| \| \| \| |
|         | \| \| Ornithomimus \| \| \| \| \| \| Anserimimus \| \| \| \| |
|         | Ornithomimus                                                 |
|         |                                                              |
|         | Anserimimus                                                  |
|         |                                                              |

|  | Ornithomimus |
|  |              |
|  | Anserimimus  |
|  |              |

|         | Struthiomimus                                                |
|         |                                                              |
|         | Gallimimus                                                   |
|         |                                                              |
| unnamed | \| \| Ornithomimus \| \| \| \| \| \| Anserimimus \| \| \| \| |
|         | \| \| Ornithomimus \| \| \| \| \| \| Anserimimus \| \| \| \| |
|         | Ornithomimus                                                 |
|         |                                                              |
|         | Anserimimus                                                  |
|         |                                                              |

|  | Ornithomimus |
|  |              |
|  | Anserimimus  |
|  |              |

|         | Struthiomimus                                                |
|         |                                                              |
|         | Gallimimus                                                   |
|         |                                                              |
| unnamed | \| \| Ornithomimus \| \| \| \| \| \| Anserimimus \| \| \| \| |
|         | \| \| Ornithomimus \| \| \| \| \| \| Anserimimus \| \| \| \| |
|         | Ornithomimus                                                 |
|         |                                                              |
|         | Anserimimus                                                  |
|         |                                                              |

|  | Ornithomimus |
|  |              |
|  | Anserimimus  |
|  |              |

|         | Struthiomimus                                                |
|         |                                                              |
|         | Gallimimus                                                   |
|         |                                                              |
| unnamed | \| \| Ornithomimus \| \| \| \| \| \| Anserimimus \| \| \| \| |
|         | \| \| Ornithomimus \| \| \| \| \| \| Anserimimus \| \| \| \| |
|         | Ornithomimus                                                 |
|         |                                                              |
|         | Anserimimus                                                  |
|         |                                                              |

|  | Ornithomimus |
|  |              |
|  | Anserimimus  |
|  |              |

|         | Struthiomimus                                                |
|         |                                                              |
|         | Gallimimus                                                   |
|         |                                                              |
| unnamed | \| \| Ornithomimus \| \| \| \| \| \| Anserimimus \| \| \| \| |
|         | \| \| Ornithomimus \| \| \| \| \| \| Anserimimus \| \| \| \| |
|         | Ornithomimus                                                 |
|         |                                                              |
|         | Anserimimus                                                  |
|         |                                                              |

|  | Ornithomimus |
|  |              |
|  | Anserimimus  |
|  |              |

|         | Struthiomimus                                                |
|         |                                                              |
|         | Gallimimus                                                   |
|         |                                                              |
| unnamed | \| \| Ornithomimus \| \| \| \| \| \| Anserimimus \| \| \| \| |
|         | \| \| Ornithomimus \| \| \| \| \| \| Anserimimus \| \| \| \| |
|         | Ornithomimus                                                 |
|         |                                                              |
|         | Anserimimus                                                  |
|         |                                                              |

|  | Ornithomimus |
|  |              |
|  | Anserimimus  |
|  |              |

|         | Struthiomimus                                                |
|         |                                                              |
|         | Gallimimus                                                   |
|         |                                                              |
| unnamed | \| \| Ornithomimus \| \| \| \| \| \| Anserimimus \| \| \| \| |
|         | \| \| Ornithomimus \| \| \| \| \| \| Anserimimus \| \| \| \| |
|         | Ornithomimus                                                 |
|         |                                                              |
|         | Anserimimus                                                  |
|         |                                                              |

|  | Ornithomimus |
|  |              |
|  | Anserimimus  |
|  |              |

|         | Struthiomimus                                                |
|         |                                                              |
|         | Gallimimus                                                   |
|         |                                                              |
| unnamed | \| \| Ornithomimus \| \| \| \| \| \| Anserimimus \| \| \| \| |
|         | \| \| Ornithomimus \| \| \| \| \| \| Anserimimus \| \| \| \| |
|         | Ornithomimus                                                 |
|         |                                                              |
|         | Anserimimus                                                  |
|         |                                                              |

|  | Ornithomimus |
|  |              |
|  | Anserimimus  |
|  |              |

|         | Struthiomimus                                                |
|         |                                                              |
|         | Gallimimus                                                   |
|         |                                                              |
| unnamed | \| \| Ornithomimus \| \| \| \| \| \| Anserimimus \| \| \| \| |
|         | \| \| Ornithomimus \| \| \| \| \| \| Anserimimus \| \| \| \| |
|         | Ornithomimus                                                 |
|         |                                                              |
|         | Anserimimus                                                  |
|         |                                                              |

|  | Ornithomimus |
|  |              |
|  | Anserimimus  |
|  |              |

|         | Struthiomimus                                                |
|         |                                                              |
|         | Gallimimus                                                   |
|         |                                                              |
| unnamed | \| \| Ornithomimus \| \| \| \| \| \| Anserimimus \| \| \| \| |
|         | \| \| Ornithomimus \| \| \| \| \| \| Anserimimus \| \| \| \| |
|         | Ornithomimus                                                 |
|         |                                                              |
|         | Anserimimus                                                  |
|         |                                                              |

|  | Ornithomimus |
|  |              |
|  | Anserimimus  |
|  |              |

|         | Struthiomimus                                                |
|         |                                                              |
|         | Gallimimus                                                   |
|         |                                                              |
| unnamed | \| \| Ornithomimus \| \| \| \| \| \| Anserimimus \| \| \| \| |
|         | \| \| Ornithomimus \| \| \| \| \| \| Anserimimus \| \| \| \| |
|         | Ornithomimus                                                 |
|         |                                                              |
|         | Anserimimus                                                  |
|         |                                                              |

|  | Ornithomimus |
|  |              |
|  | Anserimimus  |
|  |              |

|         | Struthiomimus                                                |
|         |                                                              |
|         | Gallimimus                                                   |
|         |                                                              |
| unnamed | \| \| Ornithomimus \| \| \| \| \| \| Anserimimus \| \| \| \| |
|         | \| \| Ornithomimus \| \| \| \| \| \| Anserimimus \| \| \| \| |
|         | Ornithomimus                                                 |
|         |                                                              |
|         | Anserimimus                                                  |
|         |                                                              |

|  | Ornithomimus |
|  |              |
|  | Anserimimus  |
|  |              |

|         | Struthiomimus                                                |
|         |                                                              |
|         | Gallimimus                                                   |
|         |                                                              |
| unnamed | \| \| Ornithomimus \| \| \| \| \| \| Anserimimus \| \| \| \| |
|         | \| \| Ornithomimus \| \| \| \| \| \| Anserimimus \| \| \| \| |
|         | Ornithomimus                                                 |
|         |                                                              |
|         | Anserimimus                                                  |
|         |                                                              |

|  | Ornithomimus |
|  |              |
|  | Anserimimus  |
|  |              |

|         | Struthiomimus                                                |
|         |                                                              |
|         | Gallimimus                                                   |
|         |                                                              |
| unnamed | \| \| Ornithomimus \| \| \| \| \| \| Anserimimus \| \| \| \| |
|         | \| \| Ornithomimus \| \| \| \| \| \| Anserimimus \| \| \| \| |
|         | Ornithomimus                                                 |
|         |                                                              |
|         | Anserimimus                                                  |
|         |                                                              |

|  | Ornithomimus |
|  |              |
|  | Anserimimus  |
|  |              |

|         | Struthiomimus                                                |
|         |                                                              |
|         | Gallimimus                                                   |
|         |                                                              |
| unnamed | \| \| Ornithomimus \| \| \| \| \| \| Anserimimus \| \| \| \| |
|         | \| \| Ornithomimus \| \| \| \| \| \| Anserimimus \| \| \| \| |
|         | Ornithomimus                                                 |
|         |                                                              |
|         | Anserimimus                                                  |
|         |                                                              |

|  | Ornithomimus |
|  |              |
|  | Anserimimus  |
|  |              |